# Бенетнаш
Бенетнаш, також  Алька́йд (η Вели́кої Ведме́диці, η UMa) — зоря в сузір'ї Великої Ведмедиці, найсхідніша (крайня зліва) зоря в астеризмі Великого Воза. На відміну від більшості інших зір цього астеризму, не є частиною рухомої групи зір Великої Ведмедиці.. З видимою зоряною величиною +1.86 третя за яскравістю зоря сузір'я й одна з найяскравіших зір на нічному небі.

## Фізичні характеристики

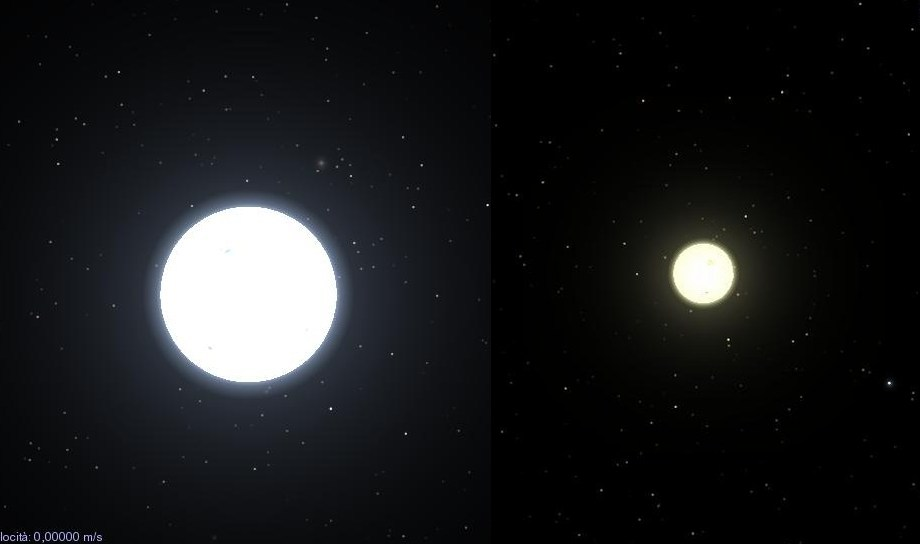
Порівняння Алькайда й Сонця

η Великої Ведмедиці — зоря типу B головної послідовності, класифікована як B3 V, віком 10 мільйонів років. Від 1943 року спектр цієї зорі слугує однією зі стабільних контрольних точок, за якими класифікуються інші зорі. Маса Алькайда в 6 разів більша від маси Сонця, радіус — у 3,4 рази, а випромінює він у 594 рази більше енергії, ніж Сонце. Зовнішня атмосфера зорі має ефективну температуру близько 15 540 К, надаючи їй синювато-білого кольору, характерного для зір типу B.

## Назва
Назва походить від арабської ал-каїд банат наш, що означає «провідник плакальниць». Перша в дишлі Великого Воза. Є третьою за яскравістю в сузір'ї й 35-ю в переліку найяскравіших зір неба. Бенетнаш перебуває на відстані близько 100 світлових років від Сонця. Із температурою поверхні 22 000 K, Бенетнаш є однією з найгарячіших зір, які можна побачити неозброєним оком[джерело?].